# 잭 찰턴
잭 찰턴(영어: Jack Charlton, OBE, 1935년 5월 8일 ~ 2020년 7월 10일)은 잉글랜드의 전직 축구 감독이자 선수로, 선수시절 포지션은 수비수였다. 보비 찰턴의 형이다.
1997년에는 고향 노섬벌랜드주의 부지사(Deputy Lieutenant)로 임명되어 공직에 복무하기도 했다.
2020년 7월 10일 지병으로 사망하였다.

## 수상

### 클럽
리즈 유나이티드

### 국가대표
잉글랜드
- 1966년 FIFA 월드컵 우승

### 개인
- 대영 제국 훈장 4등급 수훈: 1974[1]
- 잉글랜드 축구 명예의 전당: 2005